# Virojärvi
Virojärvi är en sjö i Gällivare kommun i Lappland och ingår i Kalixälvens huvudavrinningsområde. Virojärvi ligger i Torne och Kalix älvsystem Natura 2000-område. Sjöns area är 0,02 kvadratkilometer och den befinner sig 350 meter över havet.